# 男鹿市立潟西中学校
男鹿市立潟西中学校（おがしりつ かたにしちゅうがっこう、英語: Katanishi Junior High School）は、秋田県男鹿市福米沢にあった公立中学校である。

## 概要
男鹿半島の付け根にあり、眼前には八郎潟調整湖が広がる旧若美町に位置していた中学校である。

## 沿革
- 1955年4月1日 - 潟西村立鵜木中学校、潟西村立野石中学校を統合し同潟西中学校を創立。
- 1955年7月14日 - 校章制定。
- 1956年4月1日 - 払戸村と潟西村の合併により琴浜村が発足したため、琴浜村立潟西中学校に改称。
- 1960年11月1日 - 町政施行により若美町が発足し、若美町立潟西中学校に改称。
- 2005年3月22日 - 男鹿市と若美町の合併により、男鹿市立潟西中学校に改称。
- 2008年4月1日 - 男鹿市立五里合中学校を併合。
- 2022年12月23日 -  閉校式を挙行[1]。
- 2023年3月31日 - 男鹿市立男鹿東中学校に統合され閉校。

## 交通
- JR男鹿線 脇本駅より車で15分

## 進学前小学校
- 男鹿市立美里小学校

## 主な出身者
- 落合博満 - 元プロ野球選手、前中日ドラゴンズ監督[2]